# Castelul Nalatzi-Fay din Nălațvad

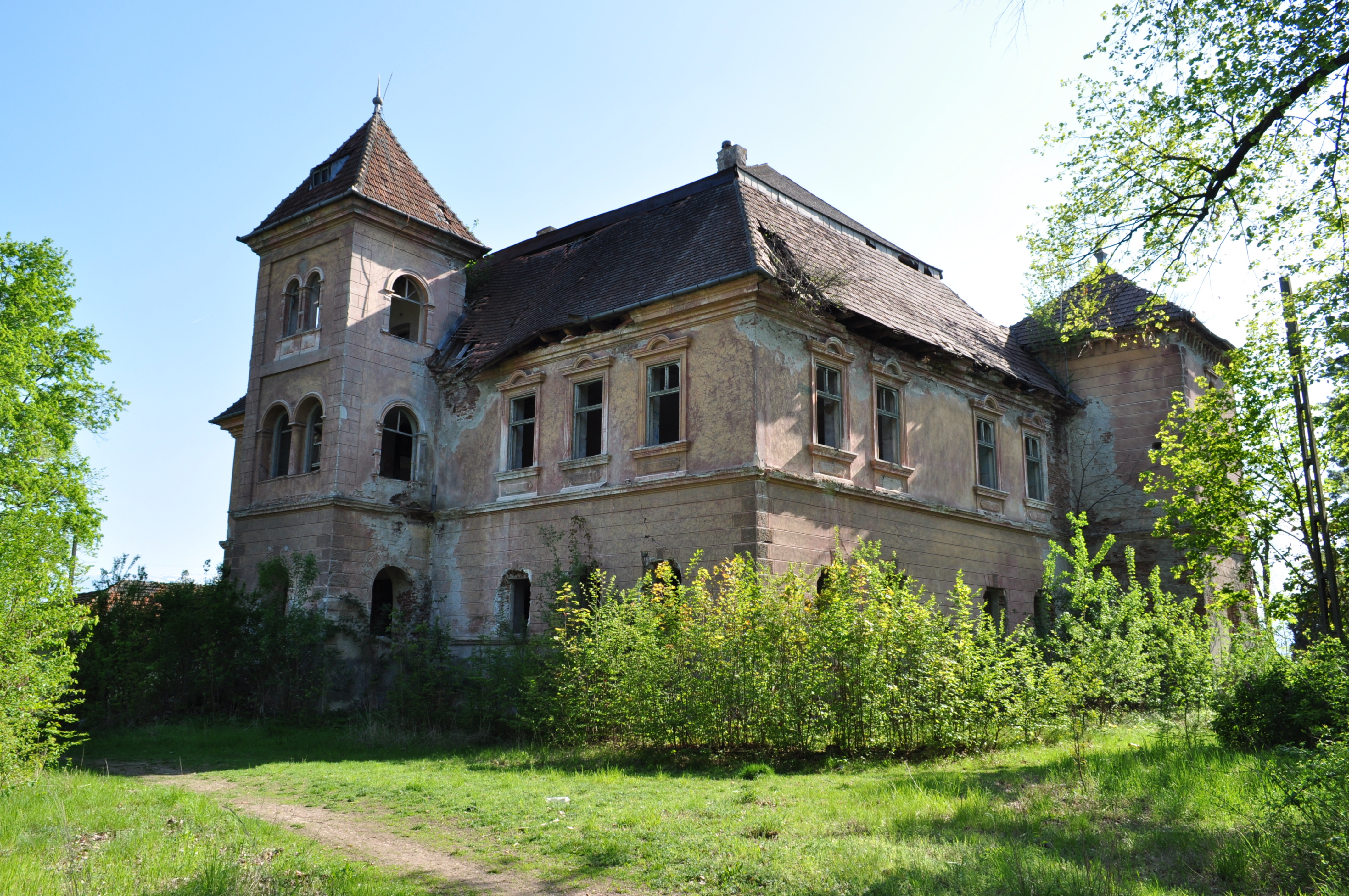
Castelul Nalatzi-Fay din Nălațvad, foto: aprilie 2012.

Castelul Nalatzi-Fay din Nălațvad, județul Hunedoara a fost construit în secolul XIX. Ansamblul castelului Nalatzi-Fay cuprinde și un parc dendrologic, aflat în paragină ca și clădirea castelului. Figurează pe lista monumentelor istorice sub codul LMI:  HD-II-a-A-03369.

## Istoric și trăsături
Castelul a fost construit de György Teleki și de soția acestuia, Ilona Kendeffy, în a doua jumătate a secolului al XIX-lea și era înconjurat de un parc deondrologic. Dintre cei trei copii ai cuplului, Blanka s-a căsătorit în 1888 cu Viktor Fáy, ei fiind proprietarii domeniului la începutul secolului al XX-lea.
Era o clădire cu două nivele, cu un acoperiș înalt de tip mansardă, însă ferestrele de la mansardă au fost demontate, iar ulterior acoperișul a fost modificat. Clădirea centrală a castelului, de formă dreptunghiulară, are anexate trei turnuri cu trei nivele. Cel mai subțire se află pe fațada principală și este asimetric. Celelalte două turnuri se află la colțurile fațadei posterioare. Ferestrele clădirii centrale, aflate la parter, nu au ornamente, iar cele de la etaj au coronament de fereastră. Toate cele trei turnuri au în prezent un acoperiș simplu, de formă piramidală. Turnulețele aflate deasupra ferestrelor de la mansarda clădirii principale au fost înlăturate. În secolul XX, clădirile anexe aflate în spatele castelului au suferit modificări semnificative, căpătând forma actuală.
În august 1948, castelul nobililor Fay și grădinile sale au fost naționalizate și date în folosință, pentru următorii 50 de ani, Liceului Agricol din Timișoara.
Atât exteriorul, cât și interiorul castelului se află într-o stare foarte avansată de degradare, ruinele fiind obiectul unui litigiu în instanțe între statul român, respective Consiliul Local Hațeg, și preupușii moștenitori ai lui Victor și Blanka Fay, ultimii nobili care au avut în proprietate castelul.

## Imagini

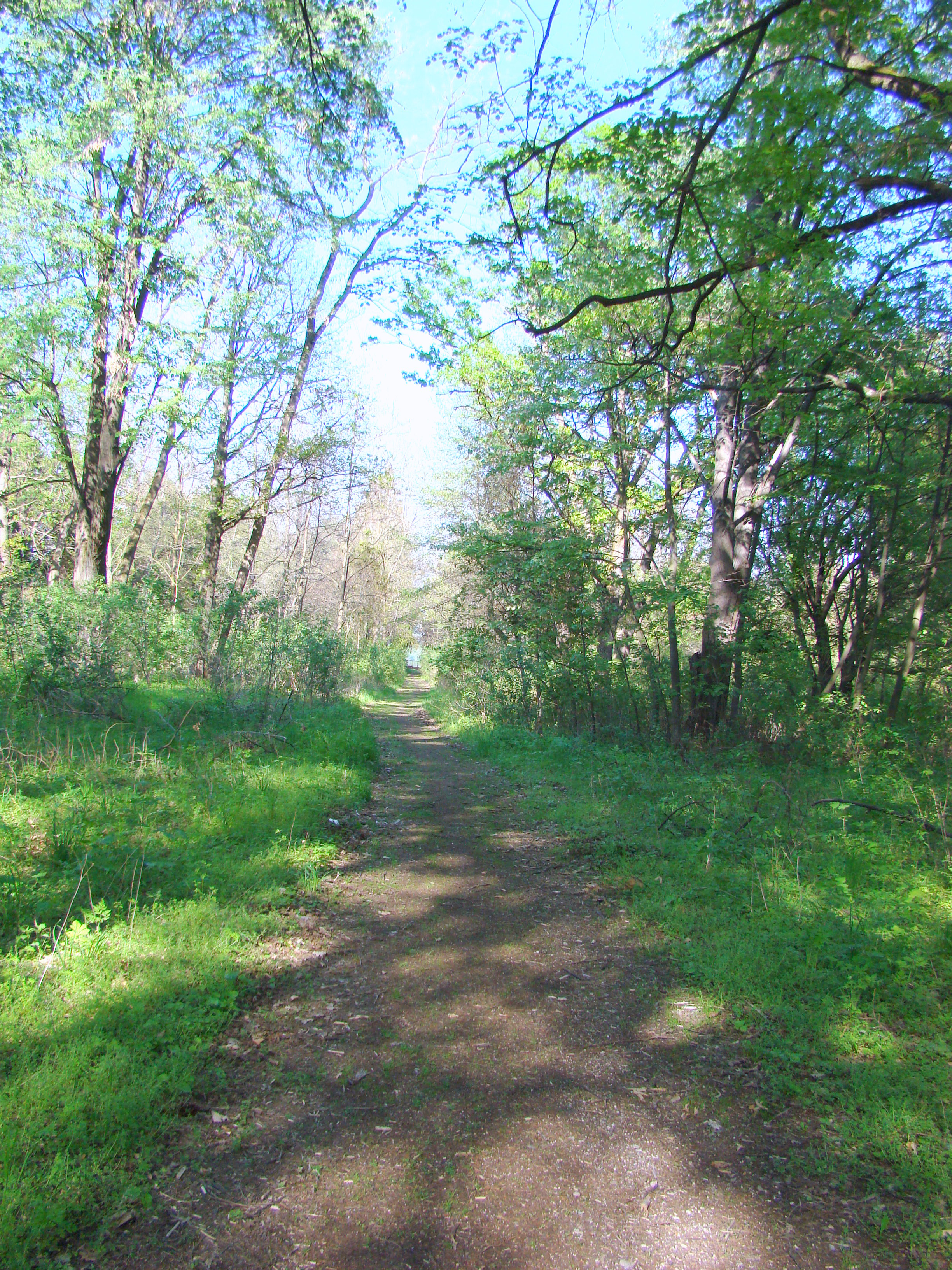
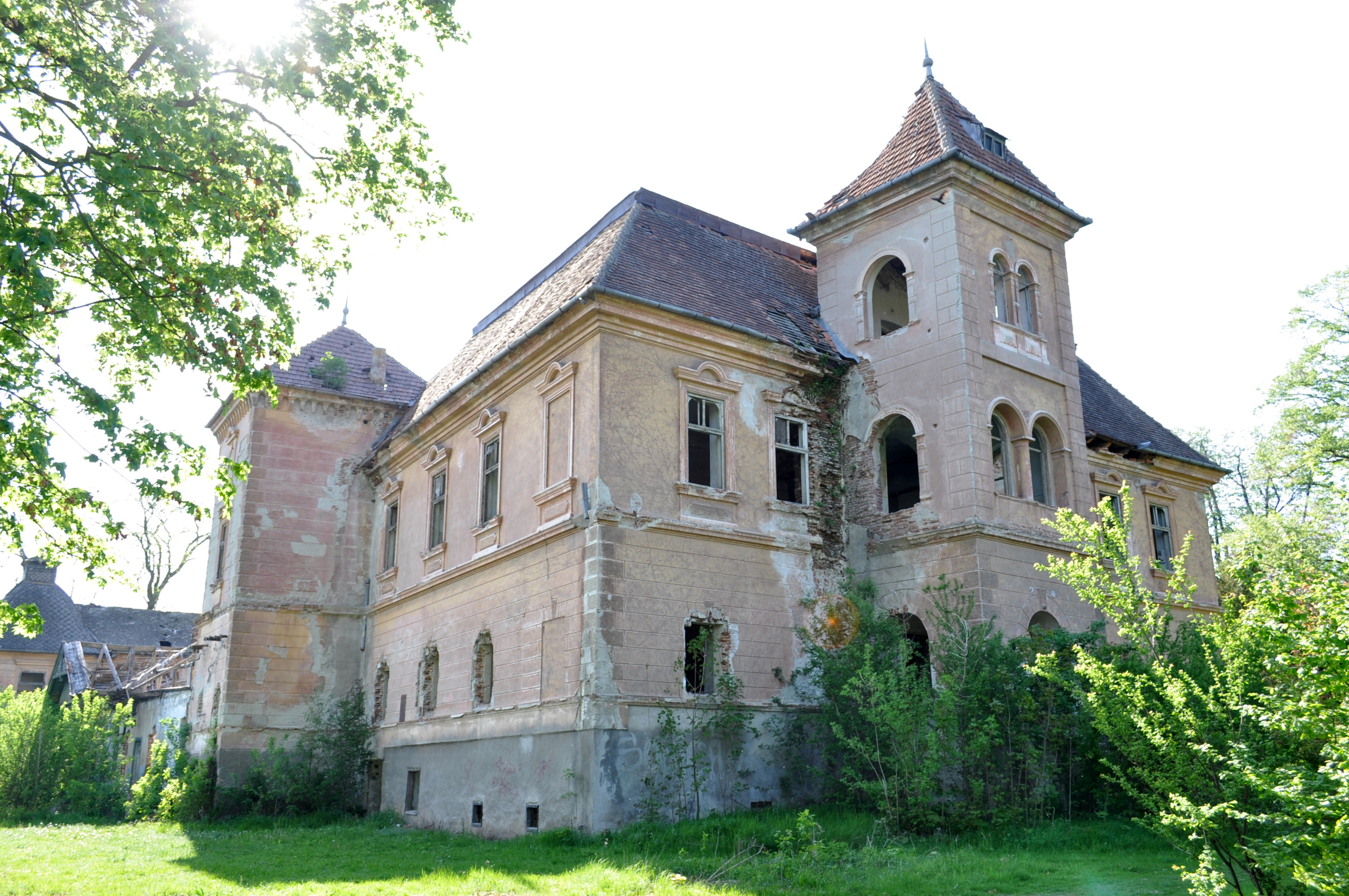
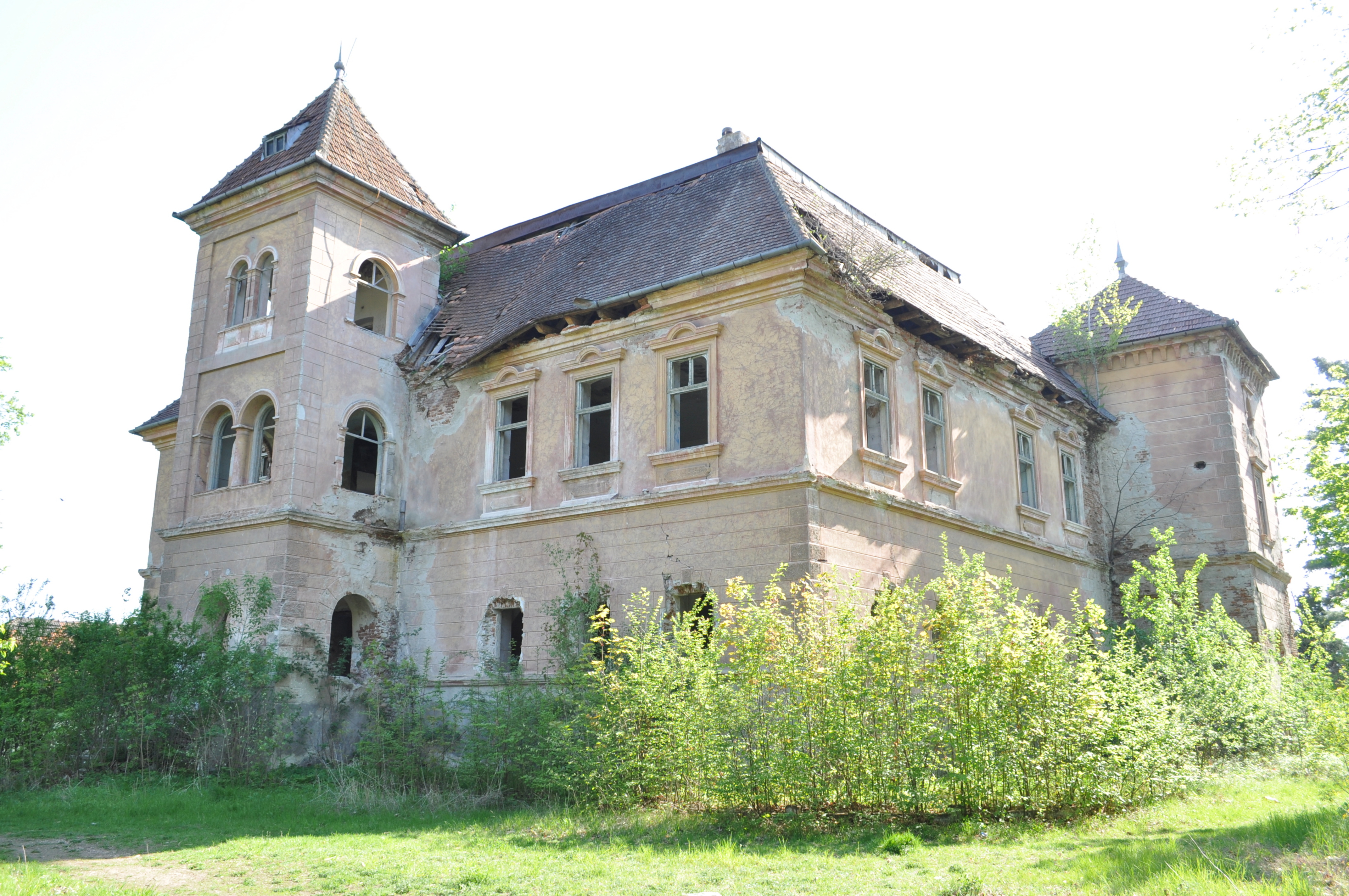
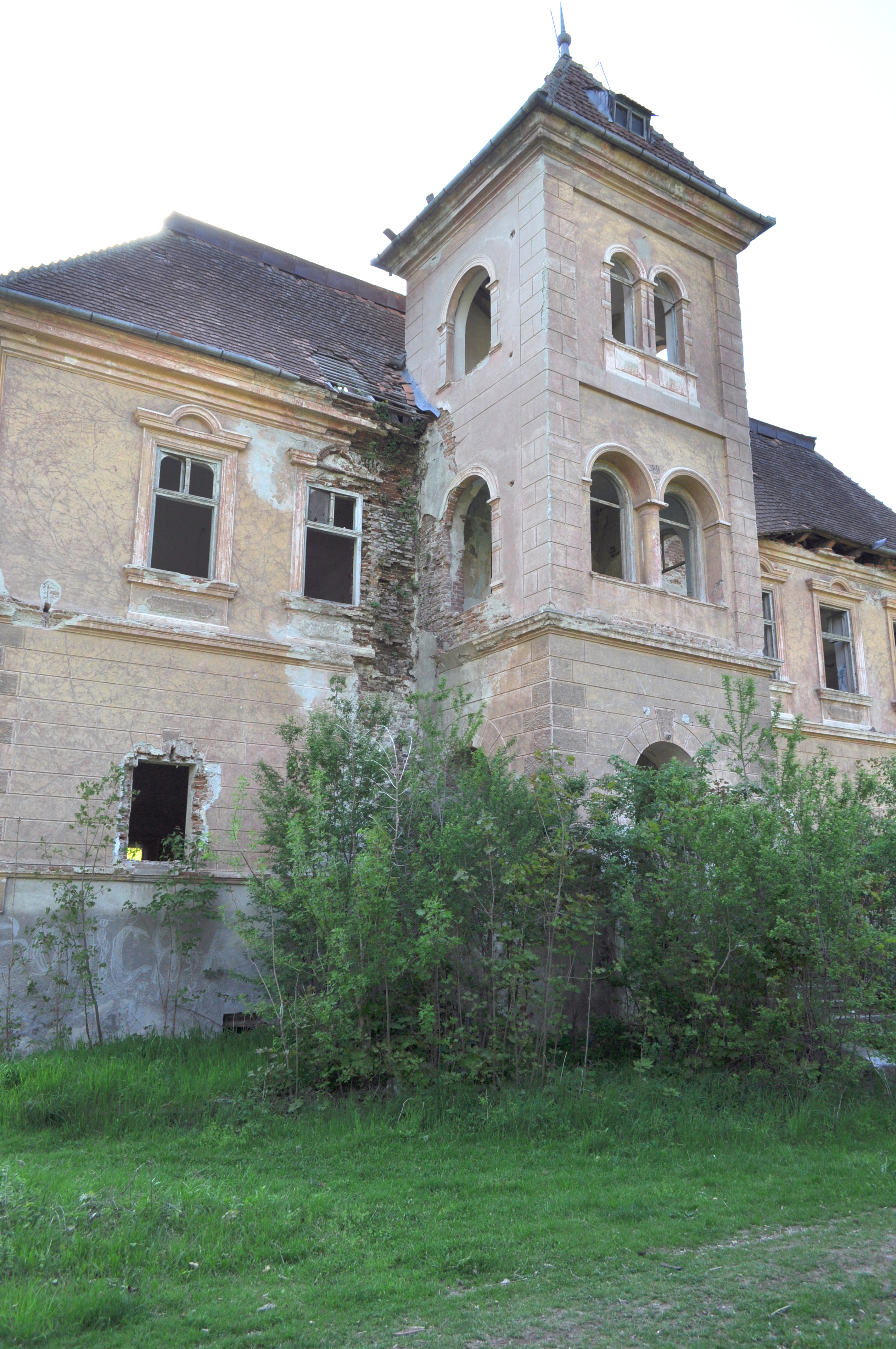
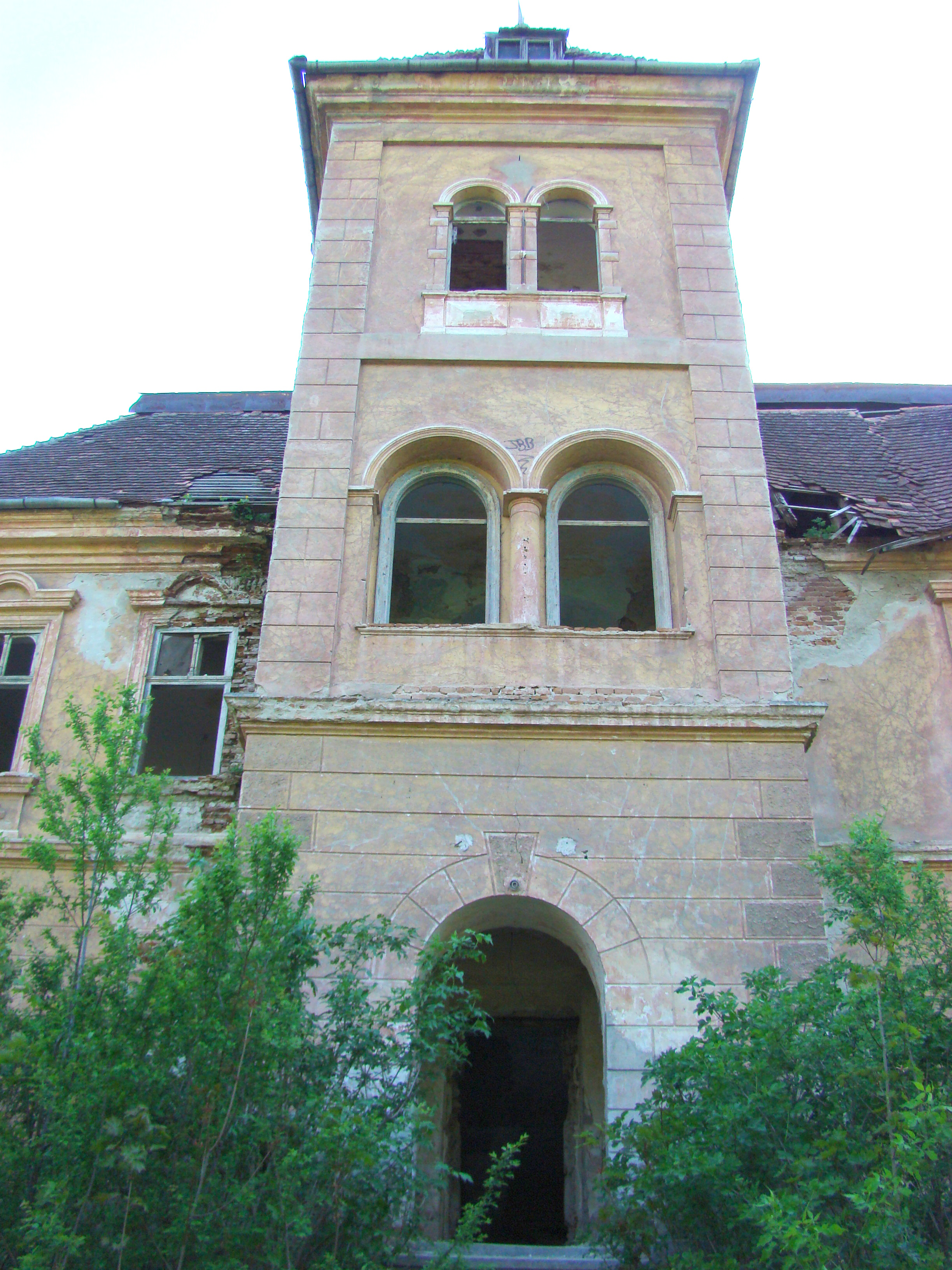
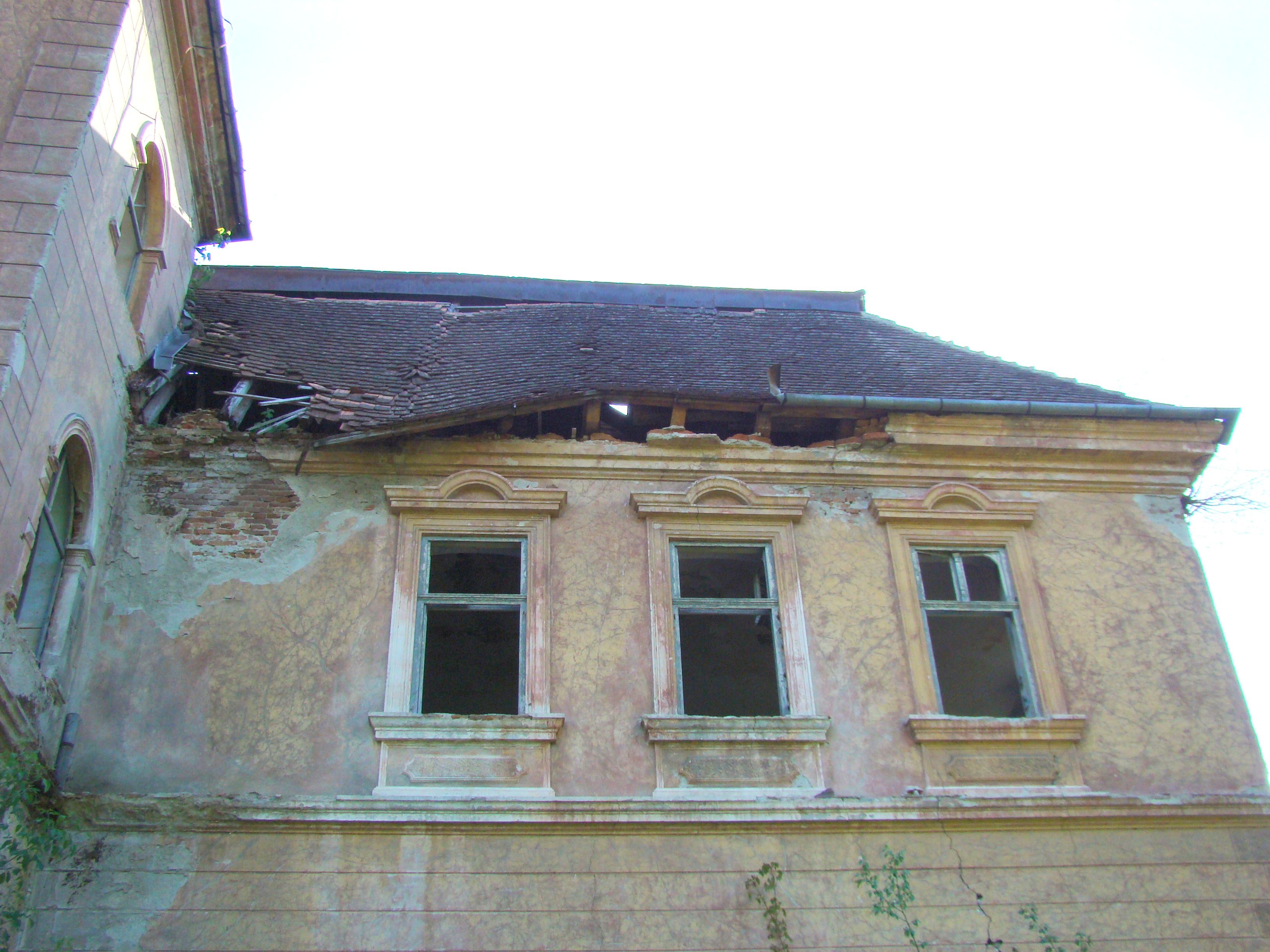
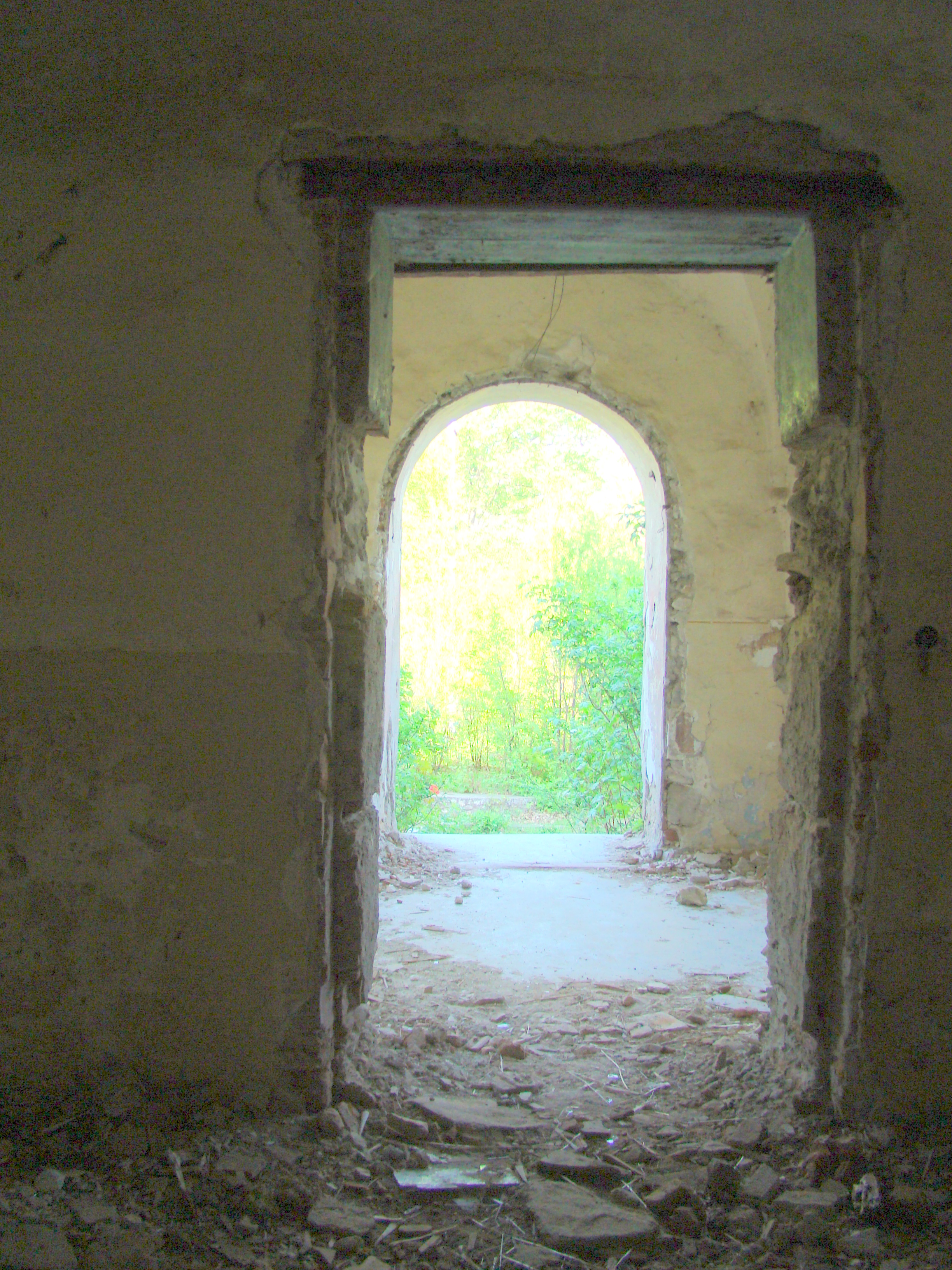
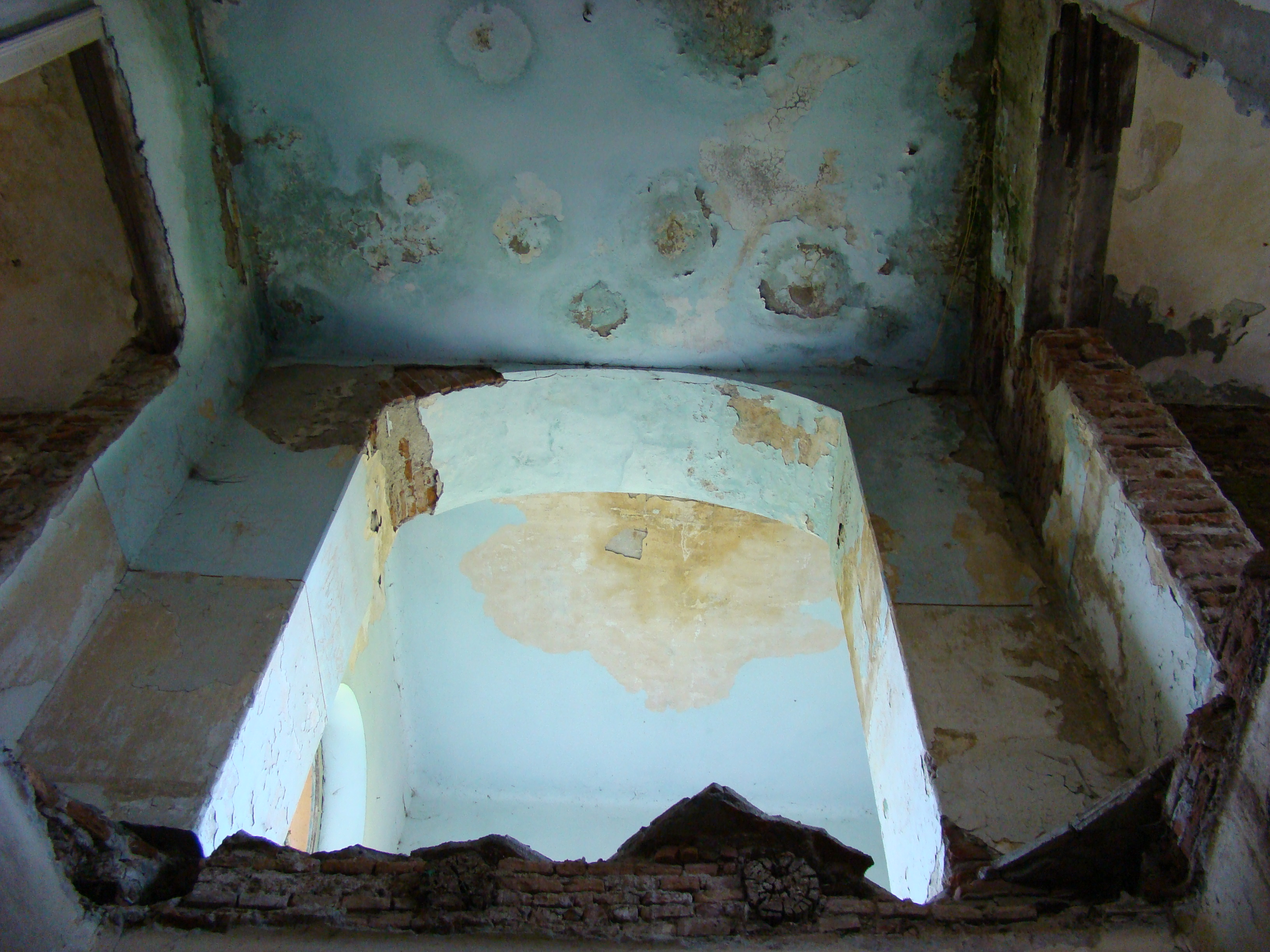
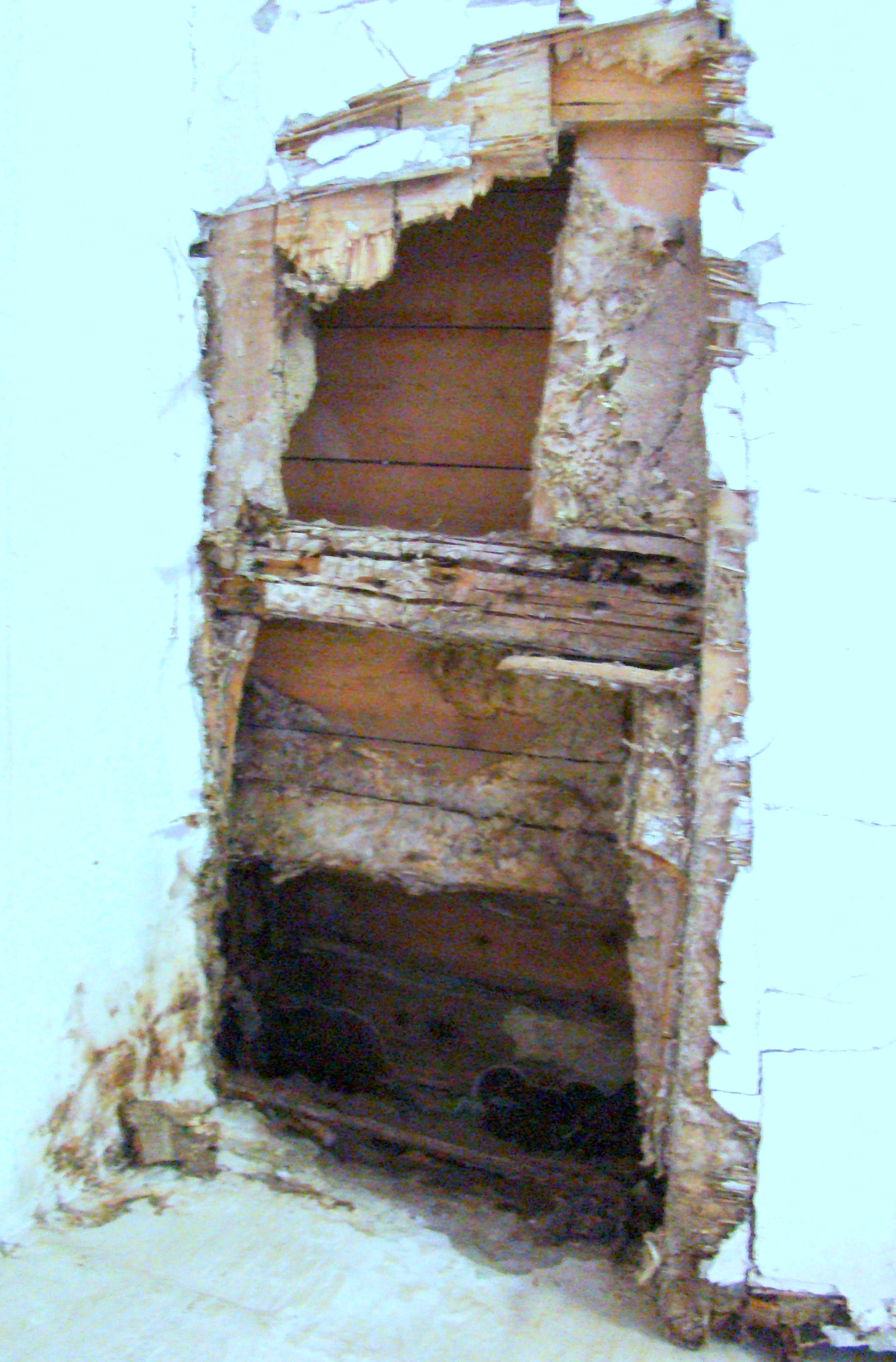
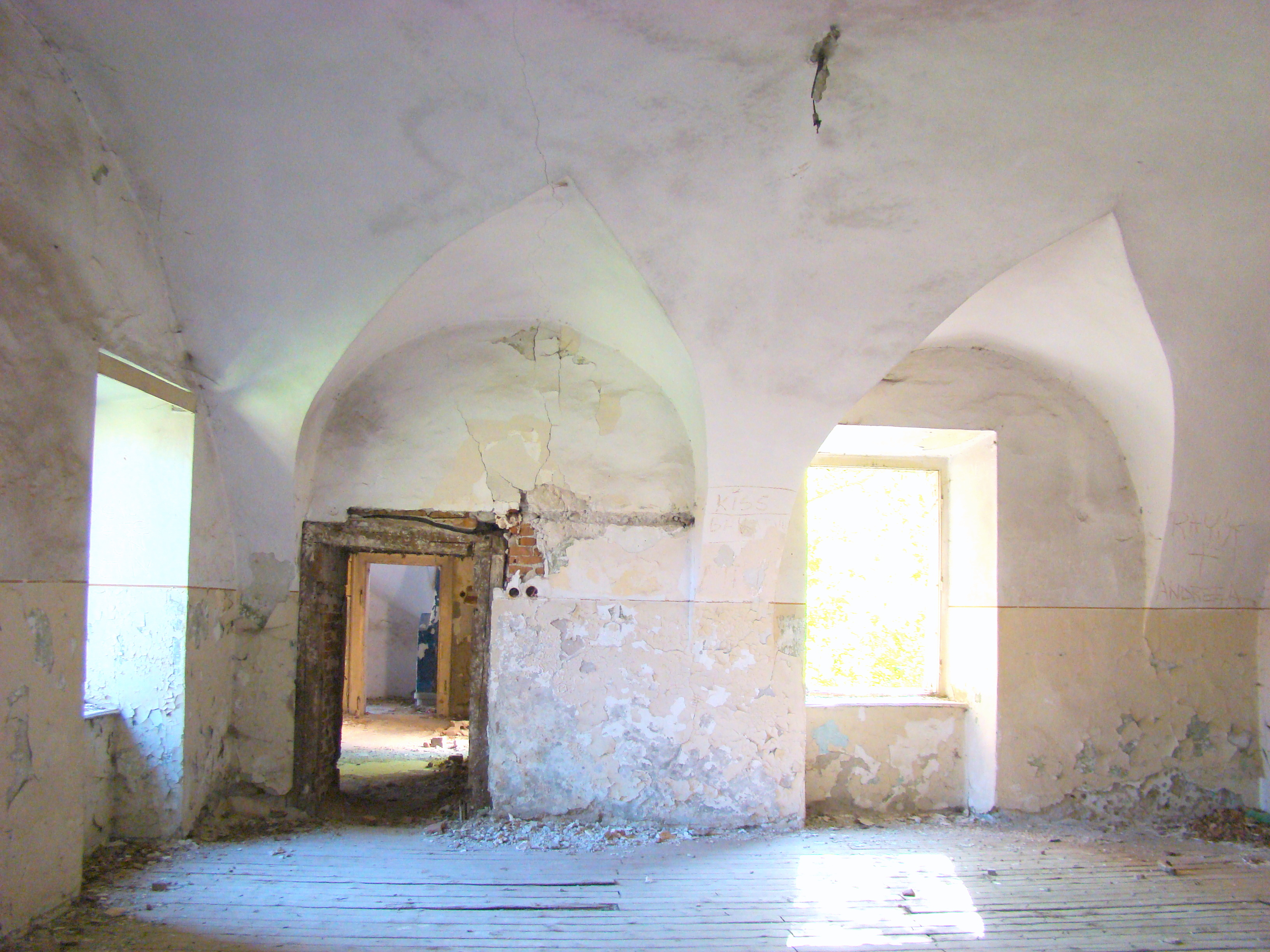
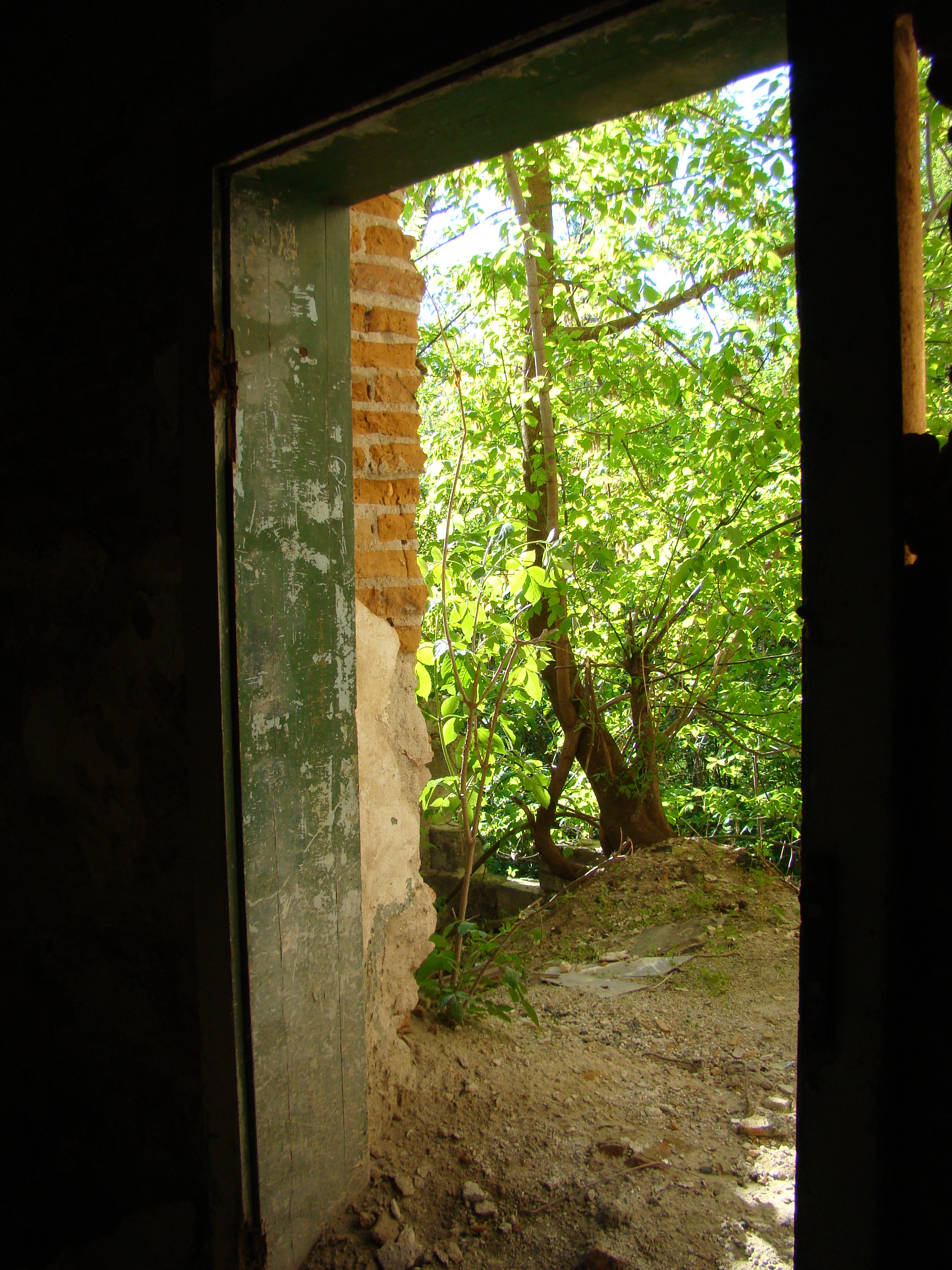
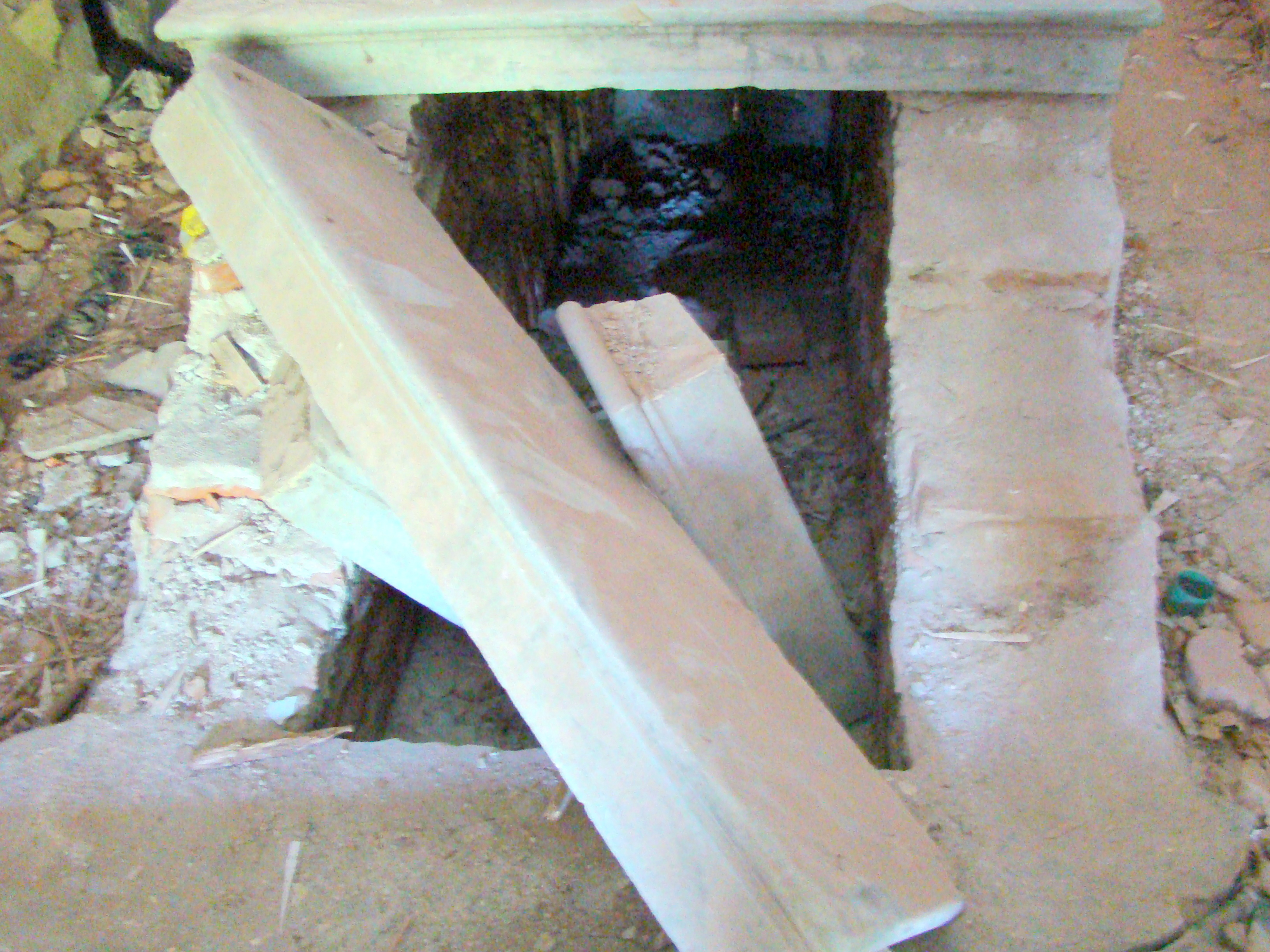
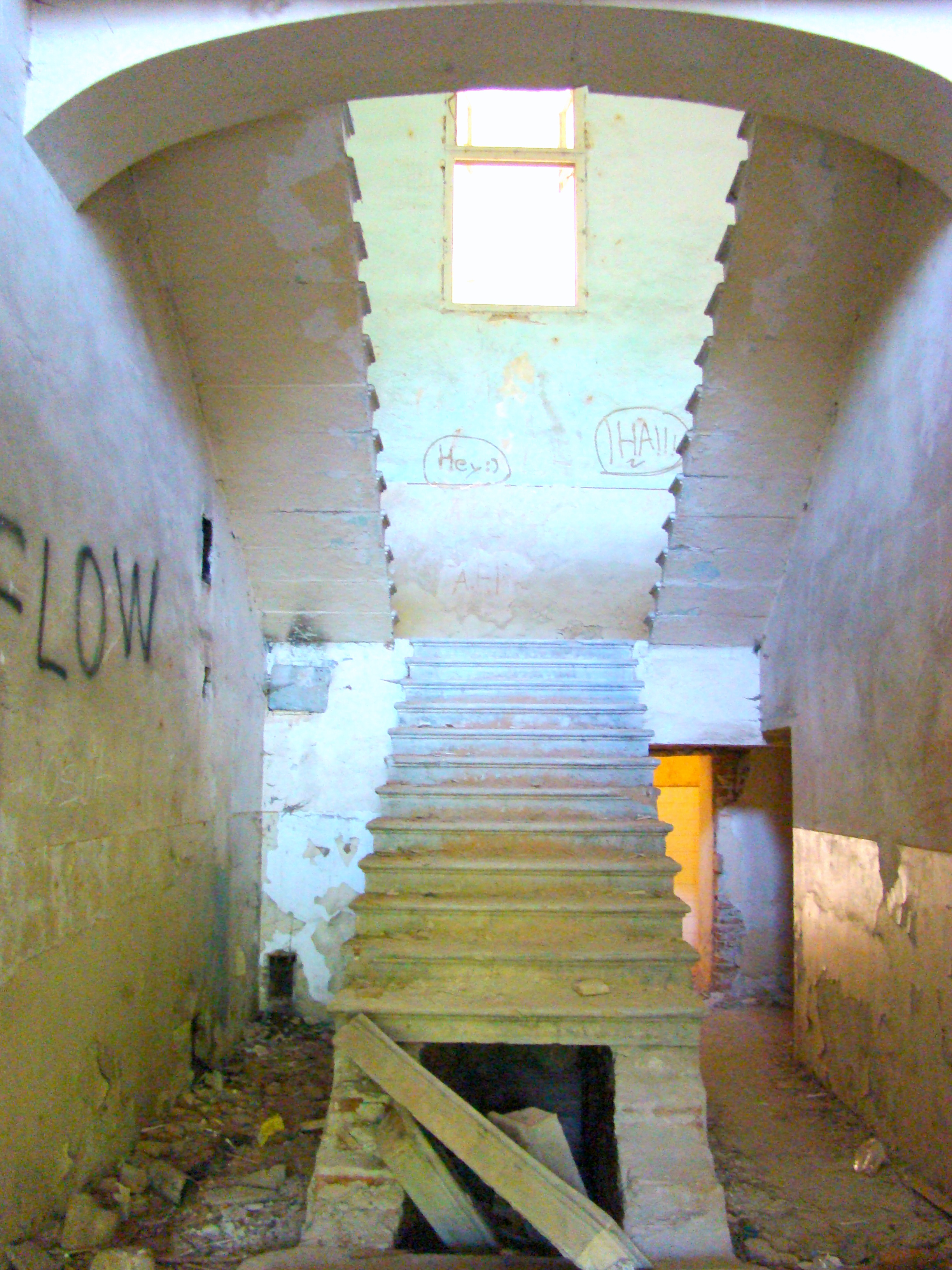
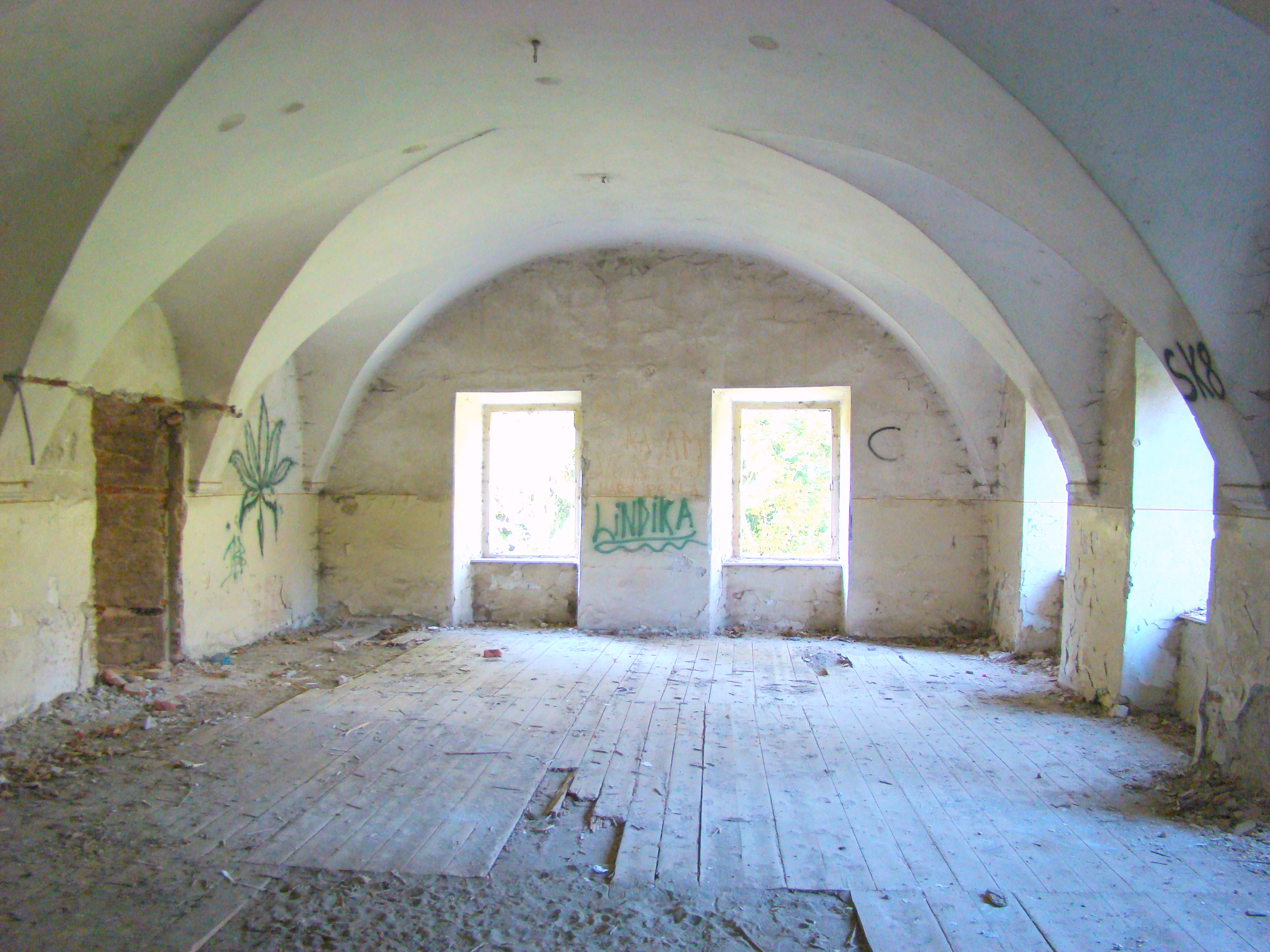
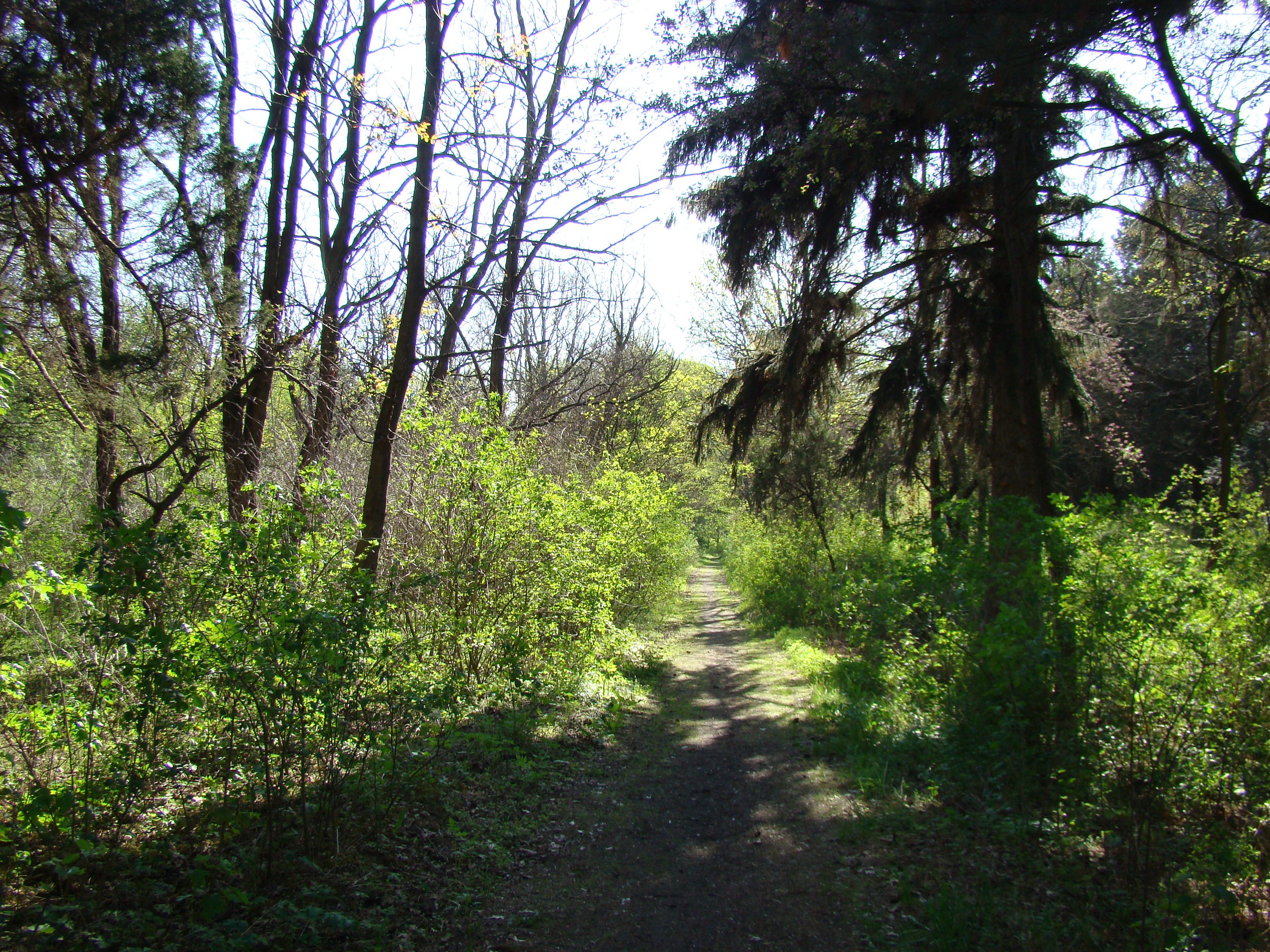
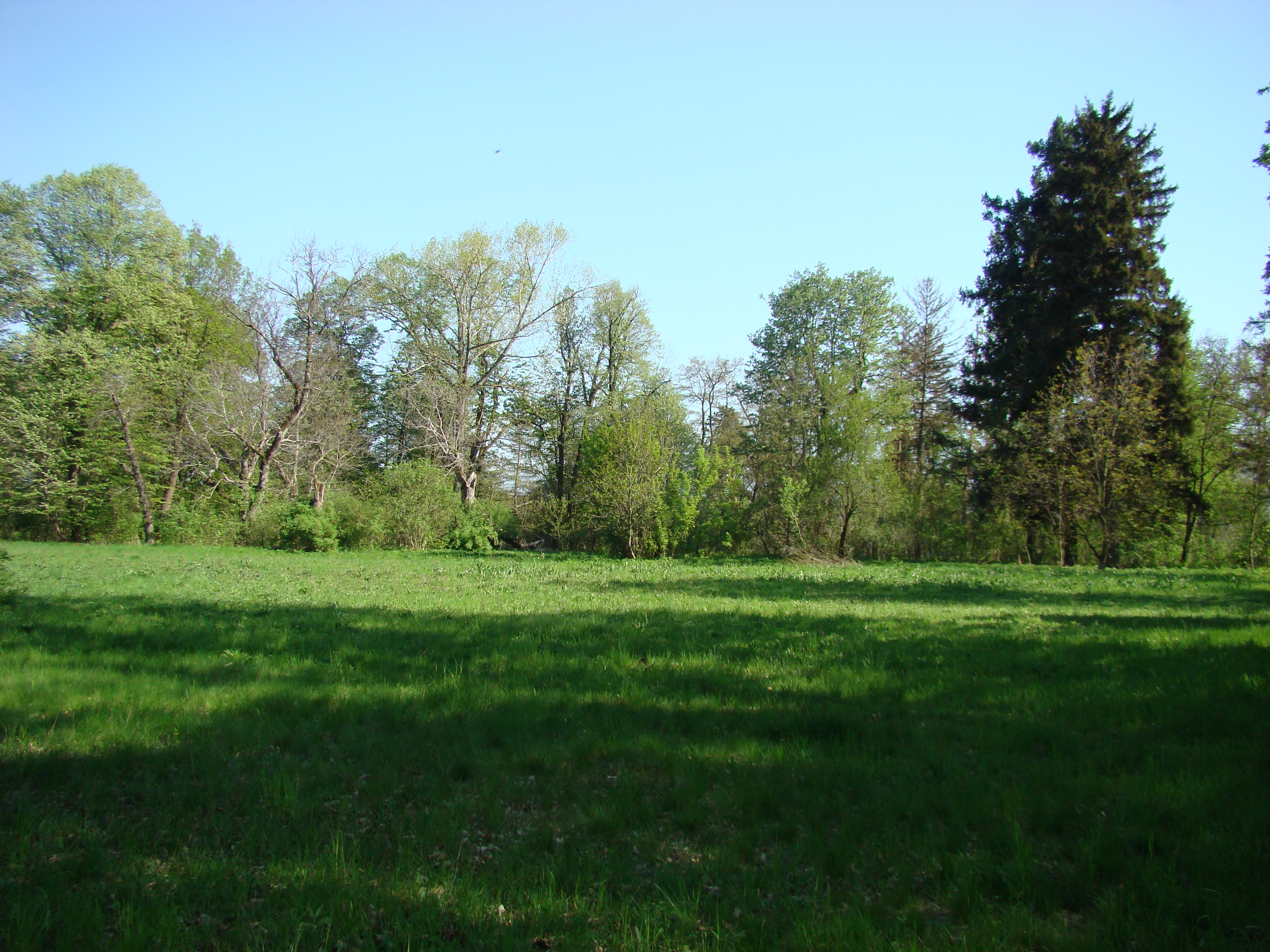
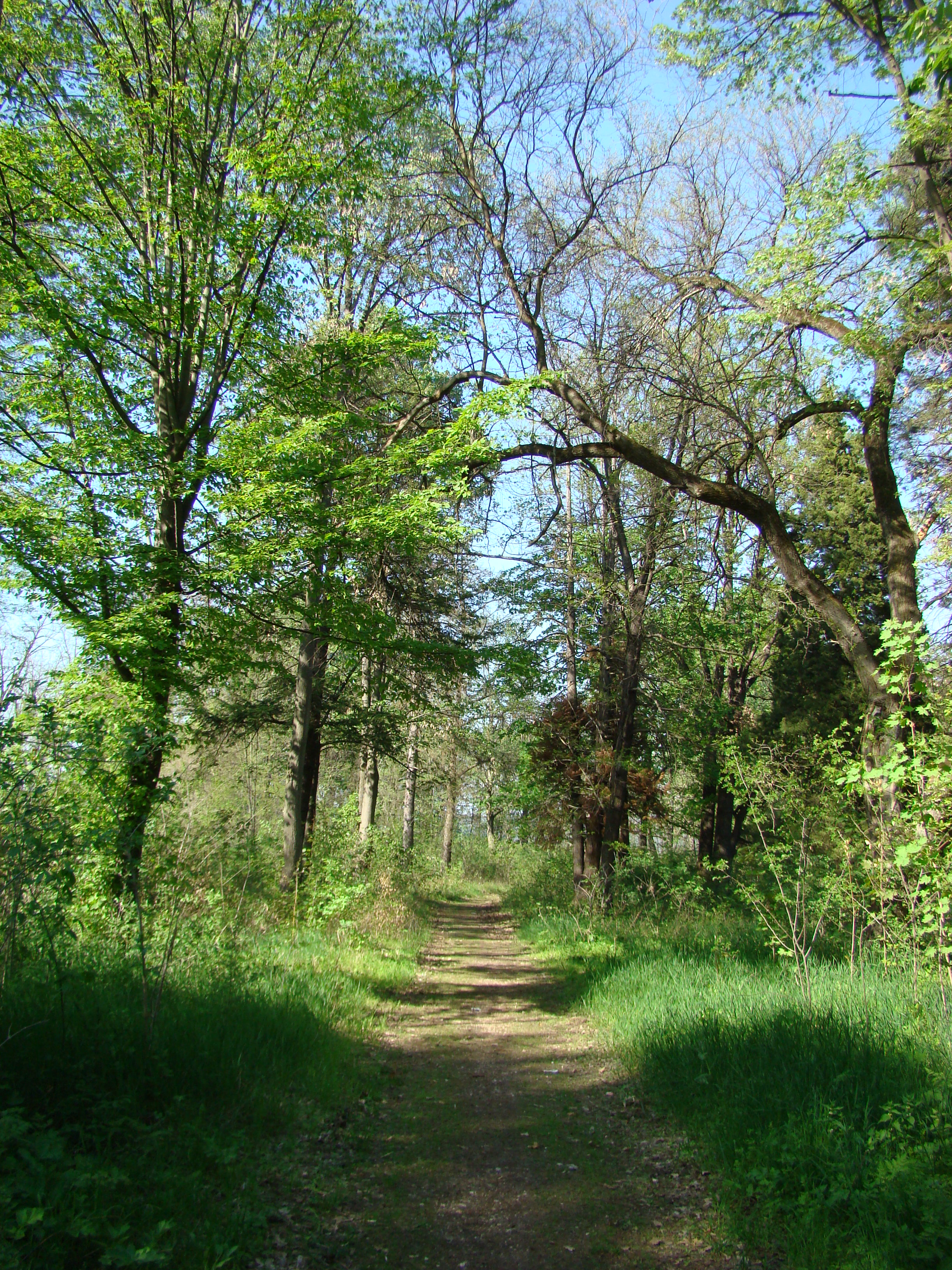
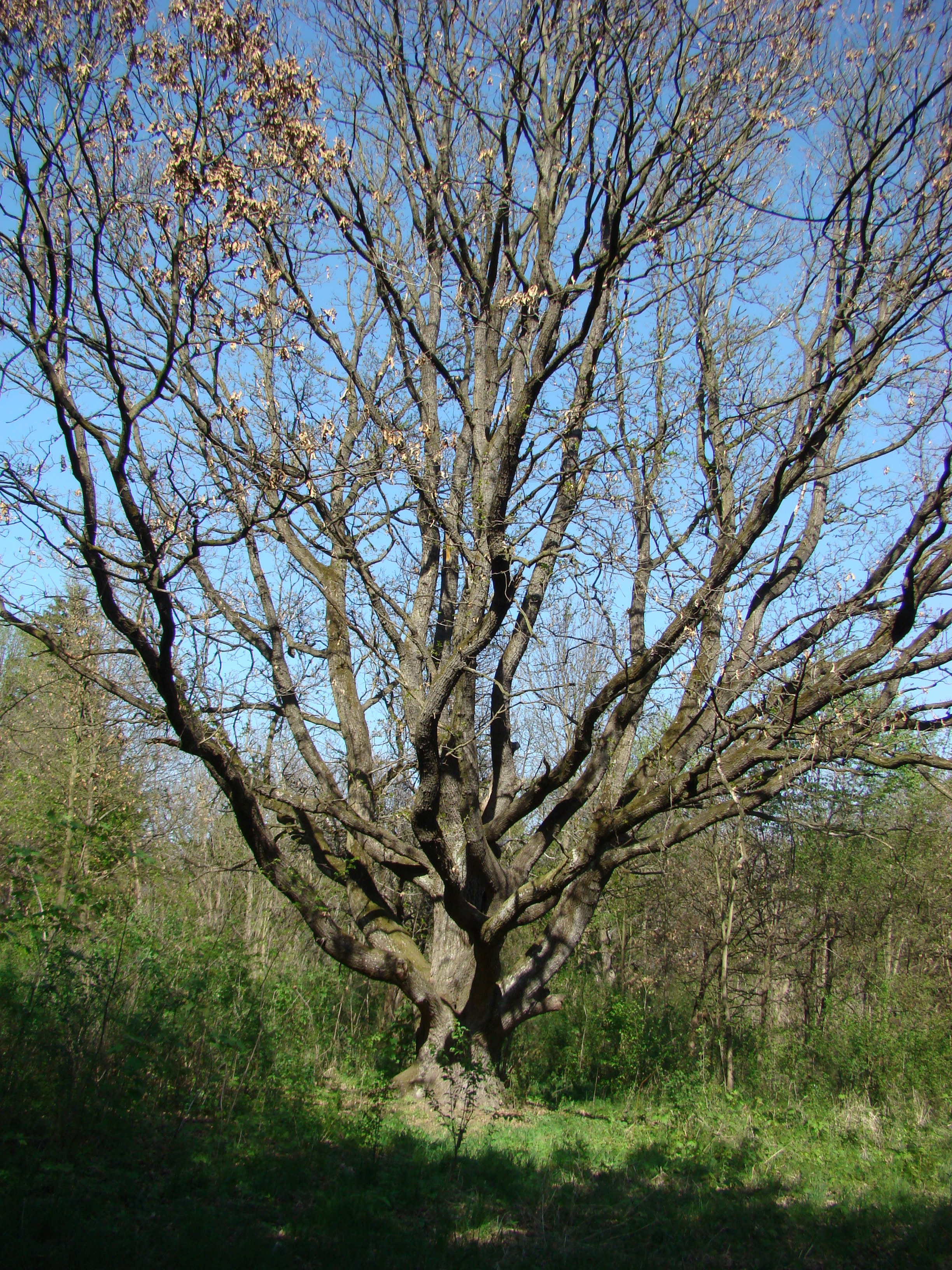